# وش سجون (فلم)
وش سجون هو فيلم مصري من إنتاج عام 2014، بطولة باسم سمرة ودينا فؤاد وأحمد وفيق وأحمد عزمي ومن تأليف مصطفى السبكى وإخراج عبد العزيز حشاد.

## قصة الفيلم
تدور أحداث الفيلم في إطار الجرائم المجتمعية، ويتناول قصصًا مختلفة لشخصيات ترتكب جرائم مختلفة وتدخل على إثرها السجن، كما يتعرّض لبعض تفاصيل الحياة في السجون، وأنه ليس بالضرورة أن يكون السجن إصلاحًا وتأهيلًا لبعض النماذج، لتخرج بعض النماذج من السجون أكثر سوءا.

## طاقم التمثيل
| - باسم سمرة - دينا فؤاد - أحمد وفيق - أحمد عزمي | - سعيد طرابيك - محمد شرف - ضياء الميرغني - أحمد راتب | - مها صبري - إيناس عز الدين |

## فريق العمل
| - إخراج: عبد العزيز حشاد - تأليف: مصطفى السبكى - إنتاج: طارق عبد العزيز - توزيع: أفلام النصر | - مونتاج: وائل فرج - مدير التصوير: محمد عزمي |

## وصلات خارجية
- مقالات تستعمل روابط فنية بلا صلة مع ويكي بيانات
- صفحة الفيلم في قاعدة بيانات الأفلام العربية